# Équipe du Honduras des moins de 17 ans de football
Maillots
L'équipe du Honduras des moins de 17 ans est une sélection de joueurs de moins de 17 ans au début des deux années de compétition placée sous la responsabilité de la Fédération du Honduras de football. L'équipe remporte une fois le championnat de la CONCACAF des moins de 17 ans (titre partagé), et atteint une fois les huitièmes de finale de la Coupe du monde des moins de 17 ans.

## Parcours en Championnat d'Amérique du Nord, centrale et Caraïbe de football des moins de 17 ans
- 1983 : 4e
- 1985 : 4e
- 1987 : 4e
- 1988 : 1er tour
- 1991 : 1er tour
- 1992 : 1er tour
- 1994 : 1er tour
- 1997 : 1er tour
- 1999 : Tour finale
- 2001 : 1er tour
- 2003 : Tour préliminaire
- 2005 : 4e (battu aux barrages)
- 2007 : 2e du groupe A
- 2009 : 2e du groupe A
- 2011 : Quart-de-finale
- 2013 : 4e
- 2015 :  Deuxième[1]
- 2017 : Tour finale
- 2019 : Quart-de-finale
- 2023 : Quart-de-finale

## Parcours en Coupe du monde des moins de 17 ans
| - 1985 : Non qualifié - 1987 : Non qualifié - 1989 : Non qualifié - 1991 : Non qualifié - 1993 : Non qualifié - 1995 : Non qualifié - 1997 : Non qualifié - 1999 : Non qualifié - 2001 : Non qualifié - 2003 : Non qualifié |  | - 2005 : Non qualifié - 2007 : 1er tour - 2009 : 1er tour - 2011 : Non qualifié - 2013 : Quart-de-finale - 2015 : 1er tour - 2017 : Huitièmes-de-finale - 2019 : Non qualifié - 2023 : Non qualifié |

## Palmarès
- Championnat d'Amérique du Nord, centrale et Caraïbe de football des moins de 17 ans

## Anciens joueurs
- Anthony Lozano
- Alfredo Mejía
- Carlos Alexis Cruz
- Christian Samir Martínez